# チオールオキシダーゼ
チオールオキシダーゼ（thiol oxidase）は、次の化学反応を触媒する酸化還元酵素である。
4 R'C(R)SH + O2 {\displaystyle \rightleftharpoons } 2 R'C(R)S-S(R)CR' + 2 H2O
反応式の通り、この酵素の基質はR'C(R)SHとO2、生成物はR'C(R)S-S(R)CR'とH2Oである。
組織名はthiol:oxygen oxidoreductaseで、別名にsulfhydryl oxidaseがある。